# Plectranthus welwitschii
Plectranthus welwitschii es una especie de plantas de la familia Lamiaceae (Labiatae), originaria de África tropical.

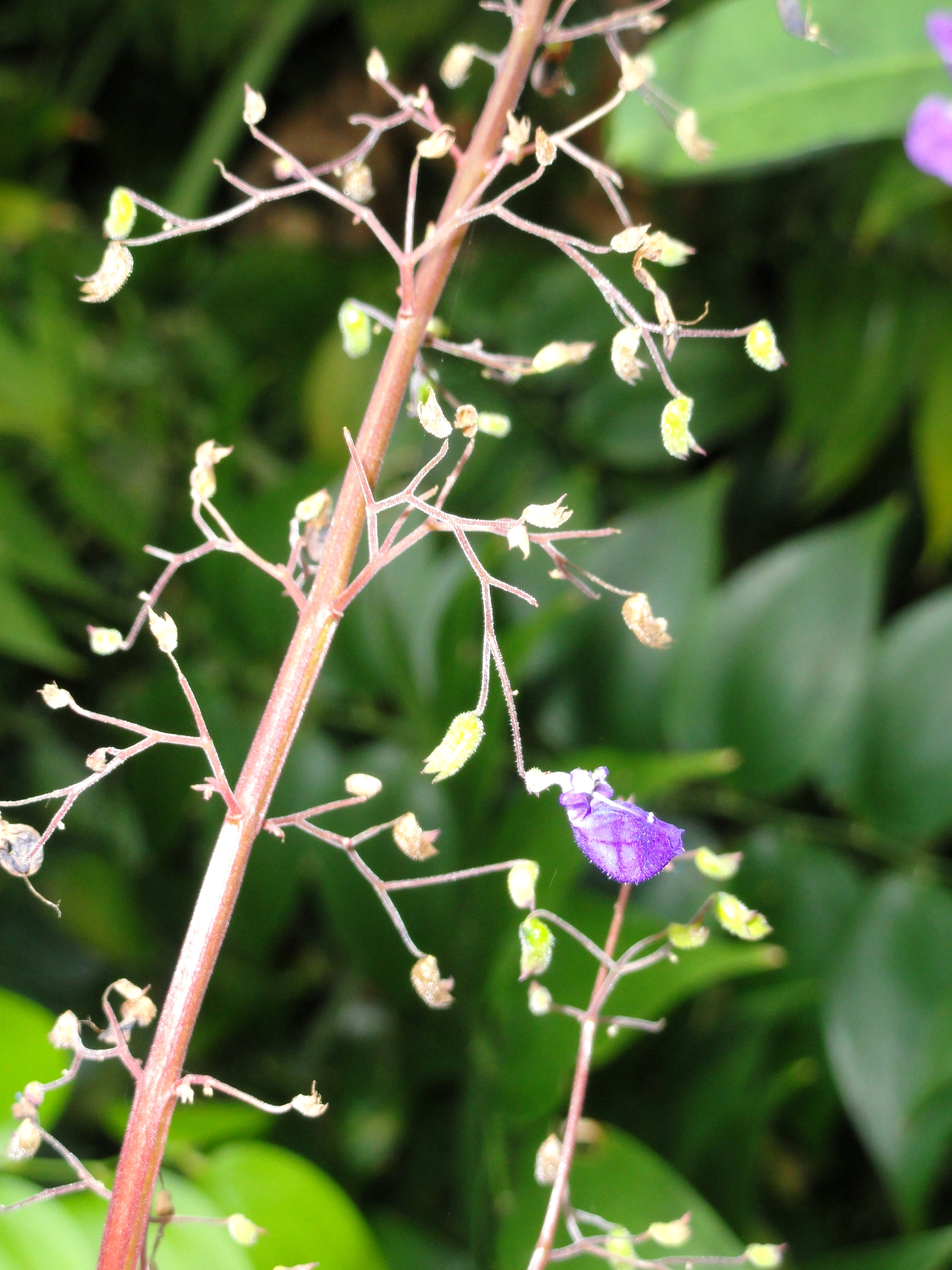
Vista de la planta

## Descripción
Es un arbusto, con el  tallo principal leñoso y con ramas pubescentes ascendentes. Las hojas poco pecioladas, ovadas, con una base cuneiforme, obtusas, crenadas, densamente pubescentes. Inflorescencia racemosa, larga, laxa, simple; con verticilos globosos, con muchas flores; pedicelos cortos; brácteas ovadas, acuminadas, que sobresalen. Flor con tubo cmpanaludo; aovadas.

## Taxonomía
Plectranthus welwitschii fue descrita por (Briq.) Codd y publicado en Flowering Plants of Africa 42: t. 1646. 1972.
Etimología
welwitschii: epìteto otorgado en honor del explorador y botánico Friedrich Welwitsch.
Sinonimia
- Coleus fredericii G.Taylor
- Neomuellera welwitschii Briq.[3]